# Wechselwirkende Galaxien
Wechselwirkende Galaxien sind Galaxien, die sich gegenseitig beeinflussen und damit ihre inneren Aktivitäten erhöhen. 
Zu Wechselwirkungen kommt es bei Begegnungen zweier oder mehrerer Galaxien. Daraus ergeben sich entweder Galaxienverschmelzungen oder besondere Formationen und Neukonstellationen der beteiligten Sterneninseln.
Verschmelzungen von Galaxien, besonders von Protogalaxien, finden bevorzugt in dichten Regionen des Universums bei langsamen Relativgeschwindigkeiten zueinander statt. Bei schnelleren Kollisionsgeschwindigkeiten durchdringen und durchqueren sich die Einheiten. In manchen Fällen treiben Galaxien in geringem Abstand aneinander vorbei. Elliptische Galaxien sind meistens die Verschmelzungsprodukte von Scheibengalaxien, insbesondere von Spiralgalaxien.

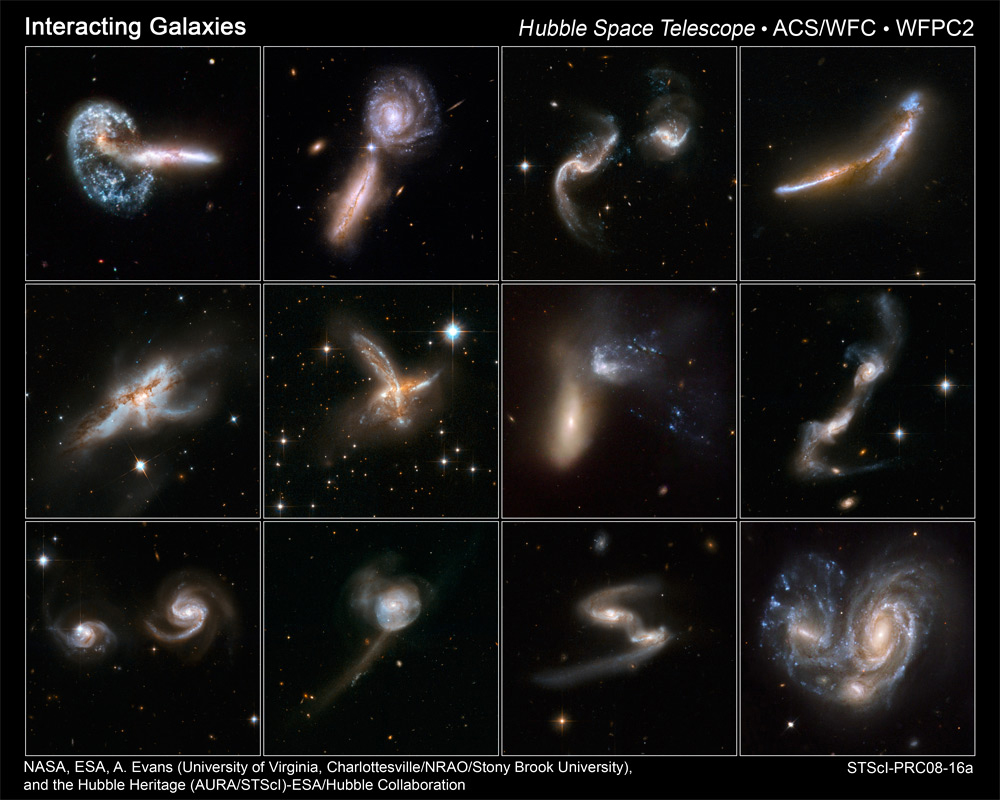
Eine Auswahl von 12 aus 59 Bildern von kollidierenden Galaxien, veröffentlicht von der NASA und ESA am 24. April 2008 anlässlich des 18. Geburtstags des Hubble-Weltraumteleskops.

Heute finden sich nur noch etwa eine bis zwei von hundert Galaxien im direkten Prozess einer Verschmelzung. Es deutet Vieles darauf hin, dass in der Zeit etwa eine Milliarde Jahre nach dem Urknall die damals häufigen Zwerggalaxien vielfach miteinander verschmolzen.

## Die kosmologische Hierarchie

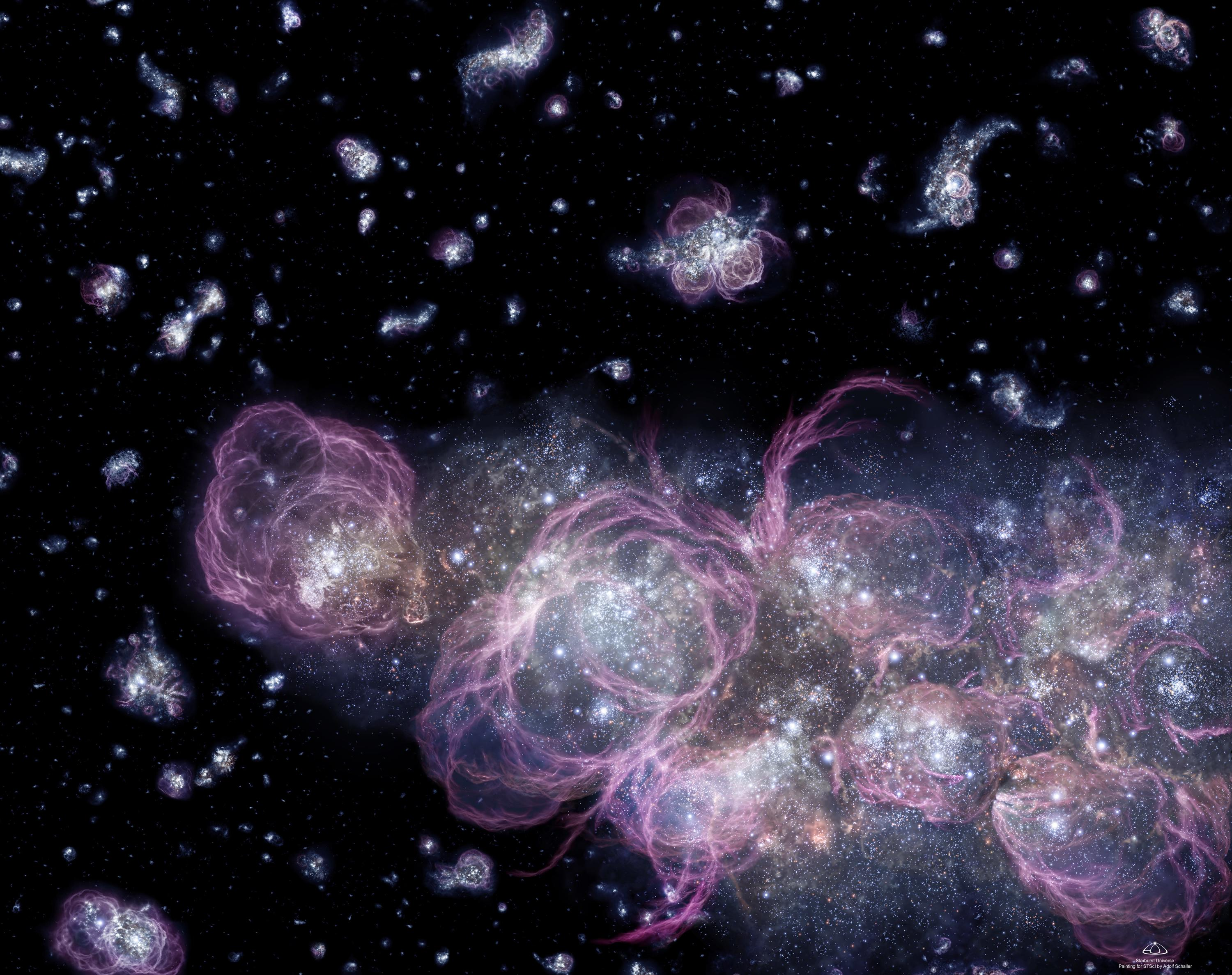
Diese NASA-Illustration von Adolf Schaller gibt eine Vorstellung, wie sich Protogalaxien und Zwerggalaxien vereinigt haben. Der Zeitpunkt des Bildes wird mit weniger als einer Milliarde Jahren nach dem Urknall angegeben – also weiter in der Vergangenheit, als man mit dem Hubble-Teleskop zurückblicken kann.

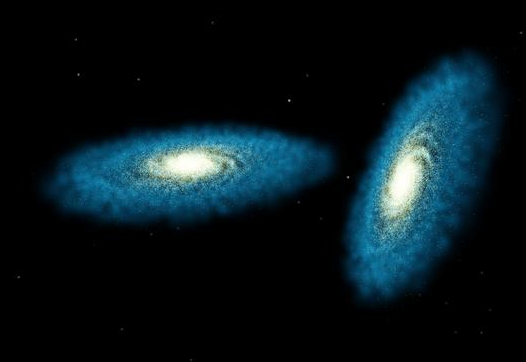
Eine NASA-Illustration zweier scheibenförmiger Galaxien, die sich aufeinander zubewegen. Man kann deutlich erkennen, dass die beiden Ebenen der Scheiben einen versetzten Winkel haben. Das Ergebnis der Kollision wird nicht mehr auf die Ebene einer Scheibe beschränkt sein.

Die inhaltliche Struktur des Kosmos hat sich nach heutigen Erkenntnissen hierarchisch entwickelt; vom Kleinen zum Großen. Demnach haben sich zuerst Galaxien, dann Galaxiengruppen, Galaxienhaufen und Galaxiensuperhaufen gebildet. Galaxienhaufen und -superhaufen sind heute dabei, sich noch deutlicher auszubilden. Diese Entwicklung wechselwirkender Galaxien wird aufgrund ihrer Analogien zur biologischen Evolution von einigen Autoren auch als Galaktische Evolution bezeichnet.
Der Ausgangsstoff aller Sterne und Galaxien ist interstellares Gas. Dieses Gas bildet zunächst Protogalaxien. Protogalaxien sind Vorformen von Galaxien, und sie haben noch kaum Sterne gebildet. In jungen Galaxienhaufen befindet sich der größte Teil des Gases in unregelmäßigen Ansammlungen zwischen den Galaxien des Haufens. Weit entwickelte Galaxienhaufen weisen dagegen eine gleichmäßige Verteilung des Gases auf; gleichförmig, symmetrisch und zum Zentrum des Haufens hin konzentriert. Ein Blick in ferne Galaxien, also in die Vergangenheit, reicht noch nicht aus, um die Situation eine Milliarde Jahre nach dem Urknall zu zeigen.
Trotzdem müssen sich damals in der kleinen Hierarchiestufe aus sehr vielen Zwerggalaxien schrittweise größere Galaxien gebildet haben. Diese größeren Galaxien waren oder sind dann, wie heute unser Milchstraßensystem, von mehreren Zwerggalaxien umgeben. Bei diesen Galaxiebildungen sind große Teile des ursprünglichen Gases als Überreste verblieben, ebenso zahlreiche schwache Galaxien. Man hat inzwischen viele solcher extrem schwachen Zwerggalaxien gefunden, die zwar sehr nah, aber am Nachthimmel kaum zu erkennen sind.
Zwerggalaxien haben in der Regel noch unregelmäßige Formen. Die erste Stufe von größeren Galaxien sind reine Balkengalaxien. Die Balken entstehen durch Gezeitenkräfte, genauer durch Unterschiede von Gravitationsimpulsen. Diese Formationen entwickeln sich dann zu immer ausgeprägteren Spiralen. Der Balken wird schließlich zum scheibenförmigen, elliptischen oder kugelförmigen Zentrum. Balken- und Spiralgalaxien rotieren. Ihre Form resultiert aus der Rotationsbewegung der Sterne. Die Rotationsbewegung besteht, weil die Galaxien aus turbulenten Gaswolken und/oder Zwerggalaxien entstanden sind. Die Geschwindigkeitsenergien dieser Bausteine haben sich dann zu gleichmäßiger Rotation vereinheitlicht.
Mithilfe von Computersimulationen konnte man aufzeigen, dass aus Vereinigungen zweier gasreicher Spiralgalaxien, des häufigsten  Galaxietyps, typischerweise elliptische Galaxien hervorgehen. Die Sterne einer elliptischen Galaxie bewegen sich nicht nur in einer Ebene, wie bei Balken- und Spiralgalaxien. Sie haben elliptische und zufällig orientierte Umlaufbahnen. Die Form von elliptischen Galaxien kann grob damit erklärt werden, dass zwei scheibenförmige Objekte fast immer mit versetztem Winkel ihrer Ebenen zusammentreffen. Dadurch resultiert eine Galaxieform, die nicht mehr nur auf eine Ebene konzentriert ist.

## Gezeitenkräfte
Gezeitenkräfte beschleunigen und vereinheitlichten die Prozesse von Sternen- und Galaxienbildungen. Diese Kräfte können in den verschiedenen Konstellationen von wechselwirkenden Galaxien sehr unterschiedliche Einflüsse ausüben.
Außerhalb der Galaxienhaufen, wo Gezeitenkräfte weniger Einfluss haben, ist das Gas vergleichsweise ruhig im Verlauf von über zehn Milliarden Jahren kollabiert. Dort sind die Sternentstehungen und die Abfolge der Sternpopulationen schrittweise vor sich gegangen. Auch die Kollisionen und Verschmelzungen von Galaxien sind dort langsamer und stufenweise verlaufen. Elliptische Galaxien finden sich meistens in dichten Galaxienhaufen. Demnach bildeten sich elliptische Galaxien unter starkem Einfluss von Gezeitenkräften, vermutlich aus schon vorhandenen Scheibengalaxien oder aus gasreichen Protogalaxien.

## Kollisionsphasen und Galaxienverschmelzungen
Verschmelzungen von Galaxien dauern mehrere hundert Millionen Jahre bis 1,5 Milliarden Jahre, die Beruhigungsprozesse dauern noch wesentlich länger. Dabei nähern sich die Objekte zunächst einander an und umkreisen sich. Hier spielt es eine Rolle, wie groß bzw. wie schwer die Galaxien im Vergleich zueinander sind. Die Bezugspunkte für die Kreisbahnen sind hier die Zentren (Kerne) der Sterneninseln. Die Umkreisungen werden dann immer enger. In den meisten Fällen durchdringen sich die Galaxien dabei mehrmals gegenseitig, bevor sie schließlich verschmelzen. Durch das gegenseitige Durchdringen werden die ursprünglichen Formen gesprengt und es wird Materie wie Gas und Sterne ausgetauscht. Die Schwerkraft muss ausreichen, um die zerrissenen Galaxien zusammenzuhalten. Im anderen Fall driften sie nach dem ersten Durchdringen auseinander.

Simulation einer Begegnung zweier Galaxien
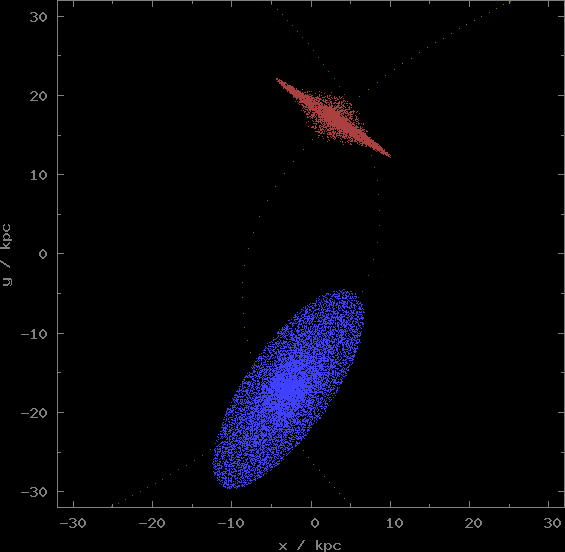
Annäherungsphase
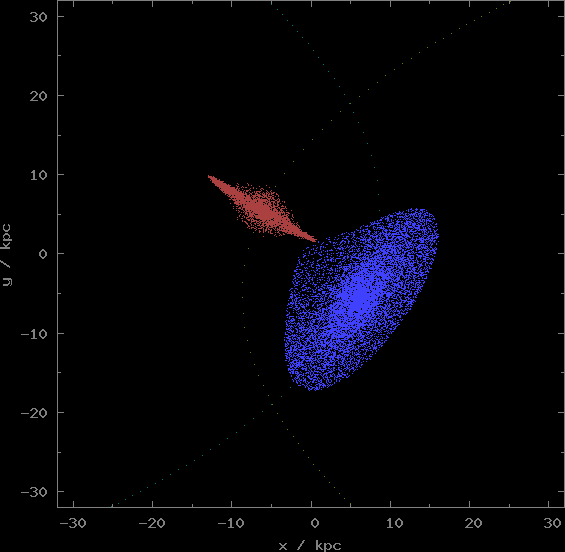
Einschlag
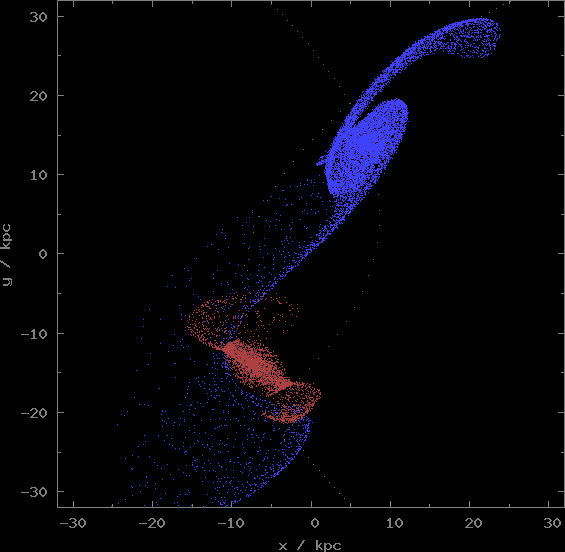
Selbstgravitation und Pause

- Annäherungsphase (engl. Pre-Collision): Im linken Bild der Simulation ist die Annäherungsphase zweier scheibenförmiger Galaxien zu sehen. Annäherungsgeschwindigkeiten liegen in den Dimensionen von unter 100 km/s bis zu über 1.000 km/s in extremen Fällen. Bei der Kollision von Kernregionen zweier Galaxien können allerdings Geschwindigkeiten von 3.000 km/s und mehr bestehen. Bei der Annäherung verändern sich die inneren Strukturen der beiden Galaxien und es können bereits bei der Annäherung Gas- und Sternenbrücken zwischen ihnen bestehen. Die Galaxiekerne beschreiben bei der Annäherung einen parabolischen Bahnverlauf.
- Einschlag (engl. Impact): Das Bild in der Mitte zeigt, wie sich die beiden Objekte an ihren Rändern durchstreifen. Die Galaxiekerne treffen hier nicht aufeinander. Die Galaxien verformen sich und tauschen Material aus. An ihrem nächstgelegenen Punkt zueinander wirkt die Gezeitenkraft des jeweils anderen Kollisionspartners auf jede Galaxie. Durch diesen Impuls bilden sich auf ihren zueinander abgewandten Seiten Gezeitenarme aus (rechtes Bild). Durch Schocks und Strömungen in den Galaxiescheiben wird dort die interstellare Materie verdichtet.
- Selbstgravitation (engl. Gravitational Response) und Pause: Im rechten Bild sind die ursprünglichen Galaxien sowohl in ihren äußeren Formen als auch in den inneren Geschehen verändert und die Massenverhältnisse der beteiligten Kollisionspartner können sich stark verlagert haben. Die Galaxien entfernen sich zunächst wieder voneinander. Durch die so genannte Selbstgravitation der Galaxiescheiben können dann Spiralarme und/oder Balken erzeugt oder verstärkt werden, was eine mögliche Rückantwort auf die vorangegangenen Verdichtungsprozesse sein kann. Es hängt allerdings stark von den inneren Strukturen der Galaxien und ihren Bahnverläufen zueinander ab, wie sich die Objekte verformen. Beim Auseinanderdriften gelangen die Kollisionspartner dann zunächst in die Pausenphase (engl. Pause). Es hängt nun von den Massen- und Geschwindigkeitsverhältnissen ab, ob die Galaxien sich später wieder aufeinanderzubewegen, was letztlich zu einer Verschmelzung führen würde, oder ob sie nach diesem ersten Zusammentreffen endgültig auseinandertreiben.
- Verschmelzungsphase (engl. Merging): Die Bewegungen der Galaxien zueinander geraten in immer kreisförmigere und engere Bahnen, was die Zusammenstöße der Gaswolken intensiviert. Daraus bildet sich unter hohem Druck eine dichte Gaswolke im Zentrum. Diese Wolke wird durch den hohen Druck instabil und fällt zusammen. Dabei bildet das Gas neue Sterne. Auf diese Weise entstehen extrem viele Sterne, was in dieser Form Sternentstehungsausbruch (englisch Starburst) genannt wird. Ein großer Anteil des Gases wird durch die gewaltigen Energien der neuen Sterne aus dem Sternensystem hinaus geblasen. Es verbleiben viele Sterne und wenig Gas. Dadurch können in diesen Galaxien später lange keine oder fast keine neuen Sterne mehr entstehen. Eine auf diese Art neu gebildete Galaxie besteht also aus gemeinsam alternden Sternen, wobei kaum mehr jüngere Sterne nachkommen. Bei der Verschmelzung von größeren Galaxien entstehen meist elliptische Galaxien (vgl. Abschnitt über die kosmologische Hierarchie). In den heutigen elliptischen Galaxien befinden sich daher fast ausschließlich sehr alte Sterne gleicher Generation (Sternpopulation) mit ähnlicher Masse wie die Sonne. In anderen Galaxietypen sind sowohl unterschiedliche Sternpopulationen als auch höhere Mengen an Gas vorhanden.
- Beruhigungsphase (engl. Relaxation): Nach der Vereinigung muss die neu gebildete Galaxie mehrere Rotationsperioden durchlaufen, bis sich ein Gleichgewicht eingestellt hat. Dieser Zeitraum ist verglichen mit den vorhergehenden Prozessen relativ lang. In den Galaxiezentren betragen die Zeitspannen zwar nur etwa hundert Millionen Jahre, in den äußeren Bereichen aber mehrere Milliarden Jahre.

Wenn Galaxien kollidieren oder verschmelzen, treiben die Sterne der Galaxien aneinander vorbei. Kollisionen von Sternen sind dabei sehr unwahrscheinlich, weil sie nur einen extrem geringen Bruchteil des Raumes einnehmen. Die Gaswolken kollidieren allerdings und verlieren dabei Bahnenergie. Dadurch entstehen viele Kugelsternhaufen, die bei den meisten älteren Galaxien, die in der Regel schon mehrere Kollisionsprozesse durchlaufen haben, gleichmäßig als Sphäre verteilt sind. Diese sphärischen Strukturen bestehen zum Teil aus älteren Sternhaufen, die schon vor der letzten Kollision bestanden und neueren Sternhaufen, die bei der jüngsten Kollision entstanden sind.

## Polarring-Galaxien

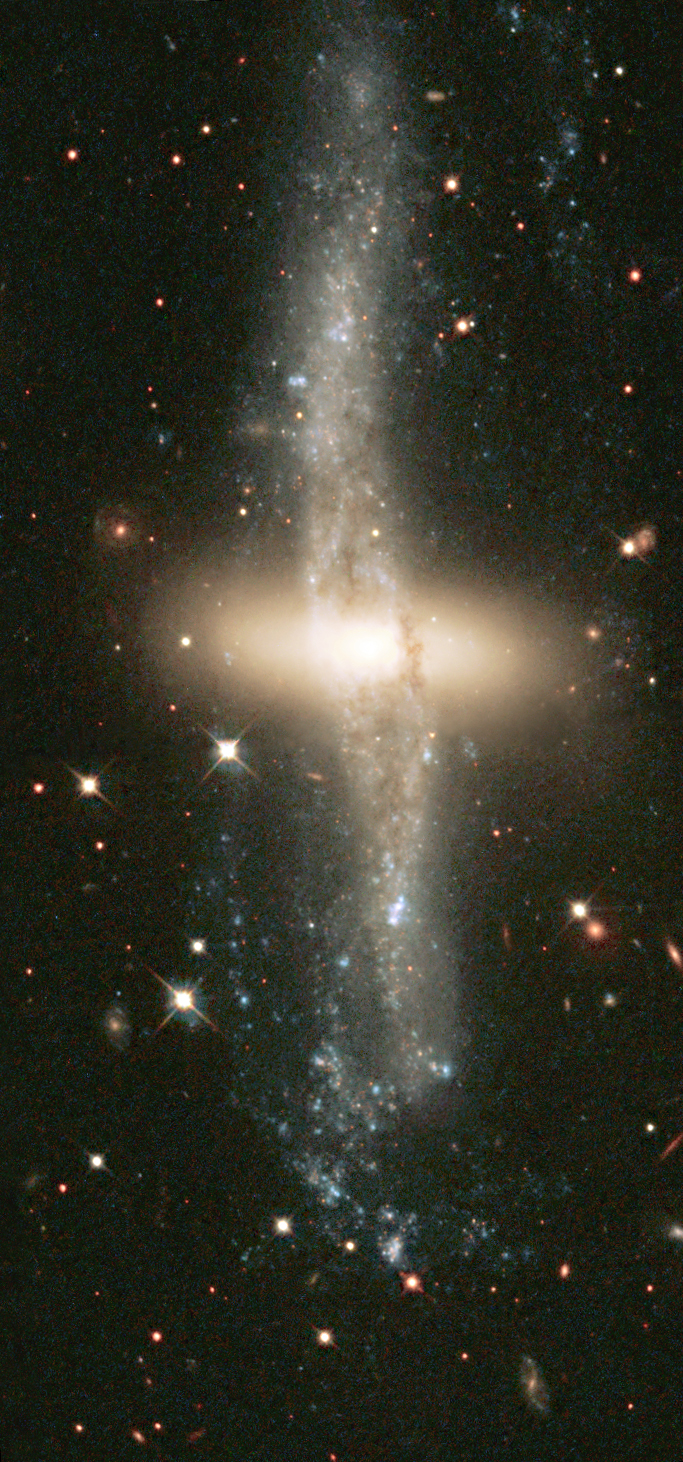
NGC 4650 – Eine Polarring-Galaxie des Untertyps Floppy/Sombrero

Polarring-Galaxien sind sehr seltene Objekte. Man hat bis heute nur etwa 100 Exemplare entdeckt. Dieser Galaxientyp entsteht vermutlich durch die Verschmelzung einer größeren mit einer kleineren Galaxie. Bei einem solchen Objekt hat sich durch die Verschmelzung ein zumindest zeitweilig stabiler Sternenring gebildet. Der Ring steht senkrecht zur Ebene der Hauptgalaxie und rotiert in seiner Ebene.
Wenn eine Galaxie in einem einzigen Kollapsvorgang aus Gas entstünde, würde sich eine Gasscheibe mit einer bevorzugten Drehrichtung herausbilden. Beteiligte Gaswolken mit einer anderen Umlaufrichtung würden sich durch Zusammenstöße dem dominierenden Drehsinn angleichen. Daher ist es sehr unwahrscheinlich, dass Polarring-Galaxien mit ihren zueinander senkrechten Rotationen von Ring und Zentralgalaxie in einem Zug als einzelne Galaxien entstanden sind.
Eine der am besten untersuchten Polarring-Galaxien ist NGC 4650A. Sie ist etwa 150 Millionen Lichtjahre von der Erde entfernt und wird oft als Prototyp der Klasse angesehen. Der zentrale Teil enthält ältere gelbliche Sterne. Fast senkrecht dazu rotiert ein wesentlich größerer Ring (eigentlich eher eine weite Scheibe als ein dünner Ring) mit jüngeren blauen Sternen.

## Derzeit wechselwirkende Galaxien
Das Licht sehr weit entfernter Galaxien erreicht uns aus tiefster Vergangenheit. Der Anteil an Galaxien mit stark verzerrten Gestalten aus dieser Zeit ist wesentlich höher als in unserer Region des Kosmos. Diese häufigeren unregelmäßigen Formen sind das Ergebnis von Wechselwirkungen und Verschmelzungen. Demzufolge waren solche Prozesse in der Vergangenheit entsprechend häufiger. In unserer Nähe beträgt der Anteil nur noch ein bis zwei Prozent.
Die folgenden Konstellationen ergeben einen Ablauf, geordnet nach dem Stadium von Kollision und Vereinigung.

### Die Hickson Compact Group 87 (Annäherungsphase)
Die Hickson Compact Group 87 (HCG 87) wird von den benachbarten Galaxien HCG 87a, 87b, und 87c gebildet. Sie sind etwa 400 Millionen Lichtjahre von uns entfernt und stehen im Sternbild Steinbock. Die gesamte Ausdehnung der Gruppe erstreckt sich über 170.000 Lichtjahre.
Es sind Galaxien, die sich aufeinanderzubewegen. Sie sind einander schon so nahe, dass die gegenseitigen gravitativen Wechselwirkungen ihre inneren Strukturen auseinanderreißen. Alle drei Gruppenmitglieder weisen hohe Sternentstehungsraten auf.

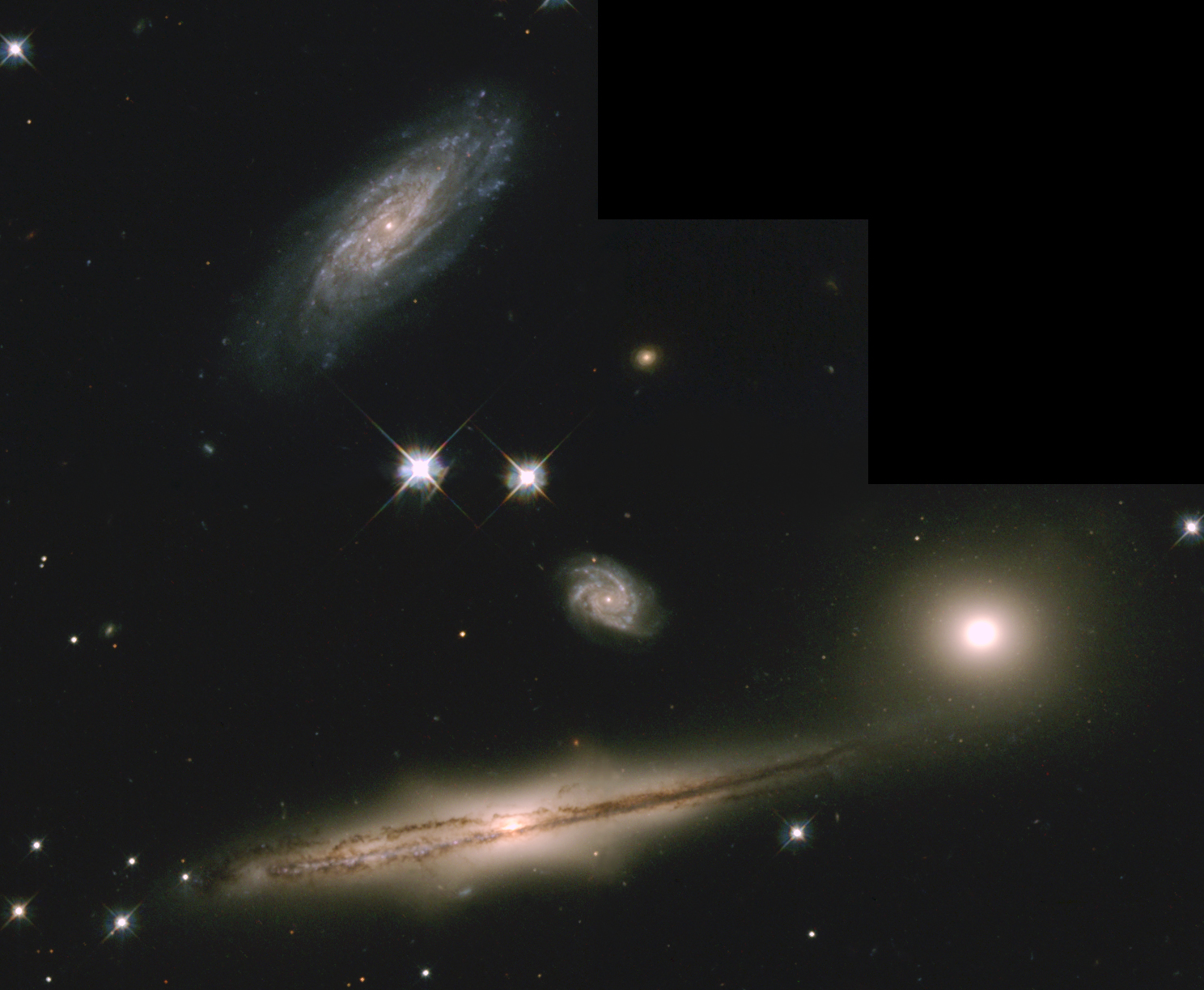
Die Hickson Compact Group 87

Die größte Galaxie der drei ist die Spiralgalaxie 87a (links im Bild). Ihr steht die elliptische Galaxie 87b (rechts) am nächsten. 87a und 87b haben beide aktive Kerne, in denen je ein Schwarzes Loch vermutet wird. Zwischen diesen beiden Objekten findet reger Gasaustausch statt und es besteht eine Sternenbrücke. Der Gasaustausch zwischen den beteiligten Galaxien verstärkt sich zunehmend. Er intensiviert die Aktivität ihrer Kernregionen, was die Bildung neuer Sterne zur Folge hat. 87c (oben im Bild) ist eine kleinere Spiralgalaxie.
Das kleine dunkle Objekt in der Mitte der Aufnahme ist ebenfalls eine Spiralgalaxie. Man konnte bisher nicht herausfinden, ob sie ein viertes Mitglied der Gruppe ist oder eine unabhängige Hintergrundgalaxie. Die beiden hellen Punkte etwa in der Mitte des Bildes gehören nicht zur Gruppe. Es handelt sich um Objekte, die zufällig im Sichtfeld des Hubble-Weltraumteleskops waren.
Voraussichtlich werden diese Galaxien in immer enger werdenden Abständen umeinander kreisen und sich dabei mehrmals gegenseitig durchdringen. Das Ergebnis wird die Verschmelzung aller drei Galaxien zu einer einzigen elliptischen Galaxie sein. Der Prozess wird sich über mindestens mehrere hundert Millionen Jahre erstrecken.

### NGC 2207 und IC 2163 (Einschlagsphase)

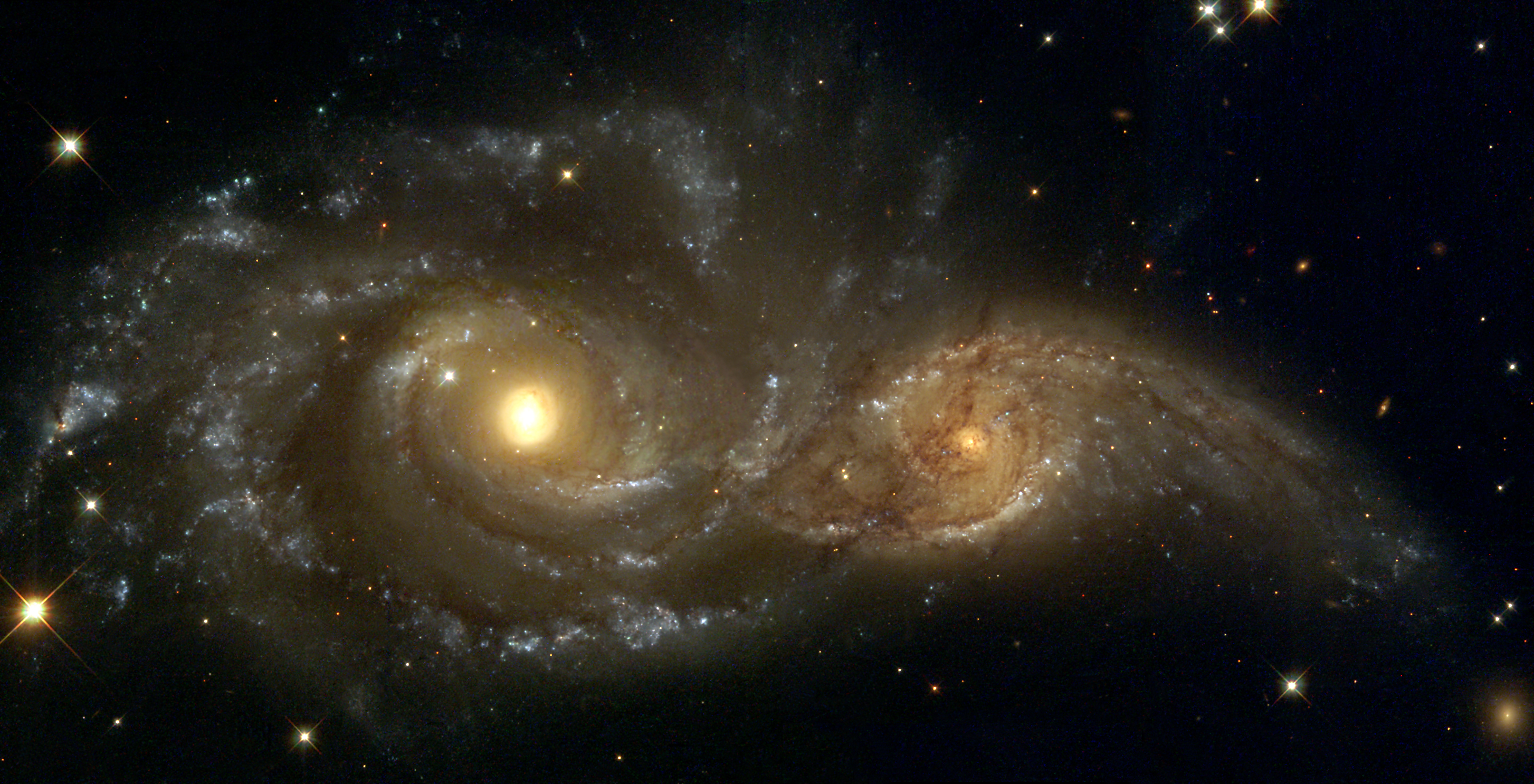
Links NGC 2207, rechts IC 2163

NGC 2207 (links) und IC 2163 (rechts) sind beide reine Spiralgalaxien ohne Balken. Sie befinden sich 144 Millionen Lichtjahre entfernt im Sternbild Großer Hund. Diese beiden Sternenformationen sind bereits im Prozess der Kollision, aber im Gegensatz zu NGC 4676 und der Antennen-Galaxie noch zwei völlig separate Galaxien. Es beginnt gerade das erste Zusammentreffen. Sie werden im weiteren Verlauf zunächst eine Form ähnlich derjenigen von NGC 4676 annehmen und sich schließlich dem Aussehen der Antennen-Galaxien annähern. Im Zeitraum von etwa einer Milliarde Jahren wird aus ihnen eine große elliptische Galaxie entstanden sein.
NGC 2207 und IC 2163 wurden beide 1835 von John Herschel entdeckt. In NGC 2207 konnte man bereits zwei Supernovae beobachten. Die Hubble-Aufnahme stammt aus dem Jahr 1999.

### NGC 4676, „die Mäuse“ (Selbstgravitationsphase)

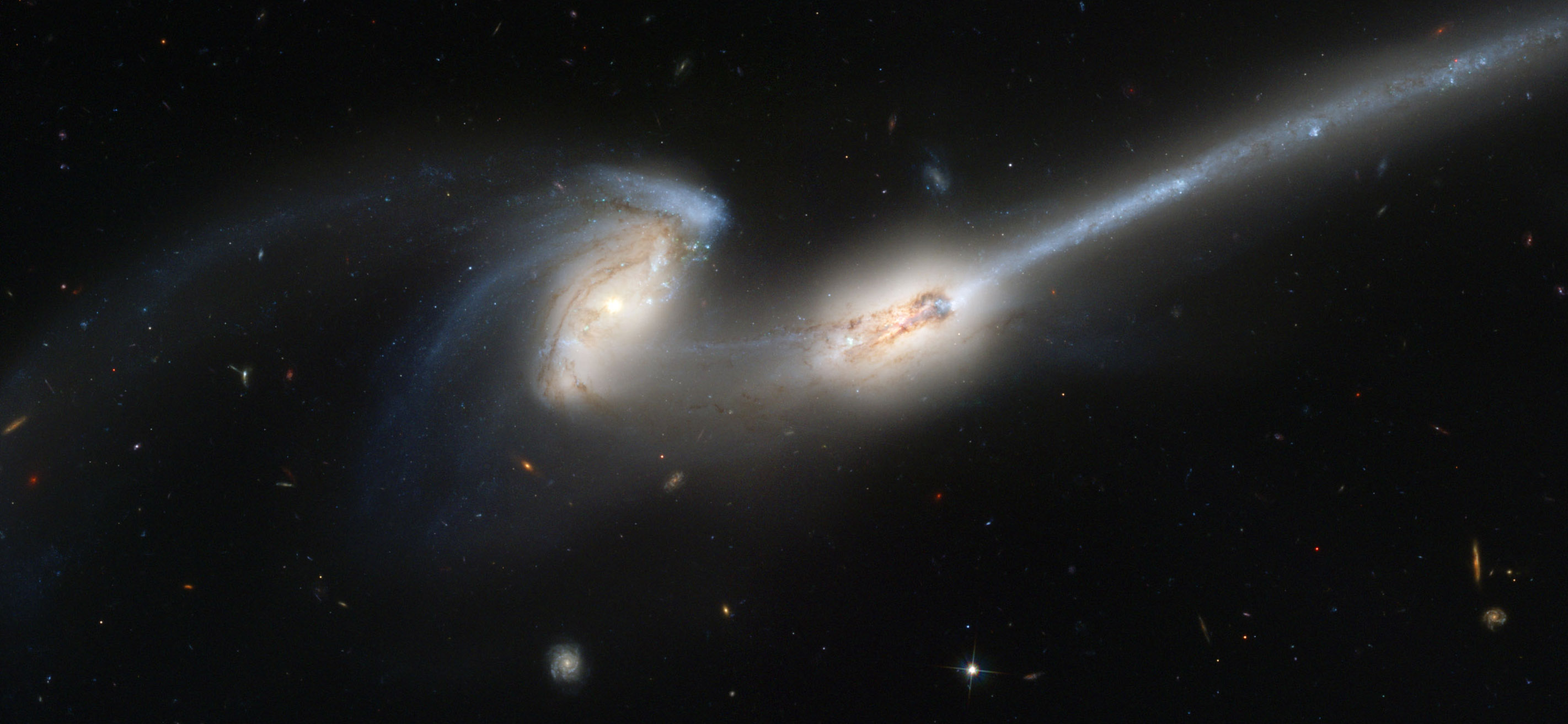
NGC 4676

NGC 4676 („die Mäuse“), oder einzeln IC 820 (links) und IC 819 (rechts), ist ein Paar von Spiralgalaxien. Es ist etwa 300 Millionen Lichtjahre entfernt und liegt im Sternbild Coma Berenices. Sein Spitzname rührt von den langen Schweifen her, die quasi die Mäuseschwänze darstellen. Diese Schweife sind ein Resultat der Gezeitenwirkung, ergeben sich also durch den relativen Unterschied der Anziehung an den einander nahen und entfernten Teilen der beiden Galaxien.
NGC 4676 befindet sich in der Selbstgravitationsphase. Die Struktur belegt, dass die beiden Galaxien bereits aneinander vorbeigestreift sind. Ihre Zentren haben sich jedoch noch nicht berührt oder durchdrungen wie bei der Antennengalaxie, dem nächsten einprägsamen Schritt im Verschmelzungsprozess.

### Die Antennen-Galaxie (Verschmelzungsphase)

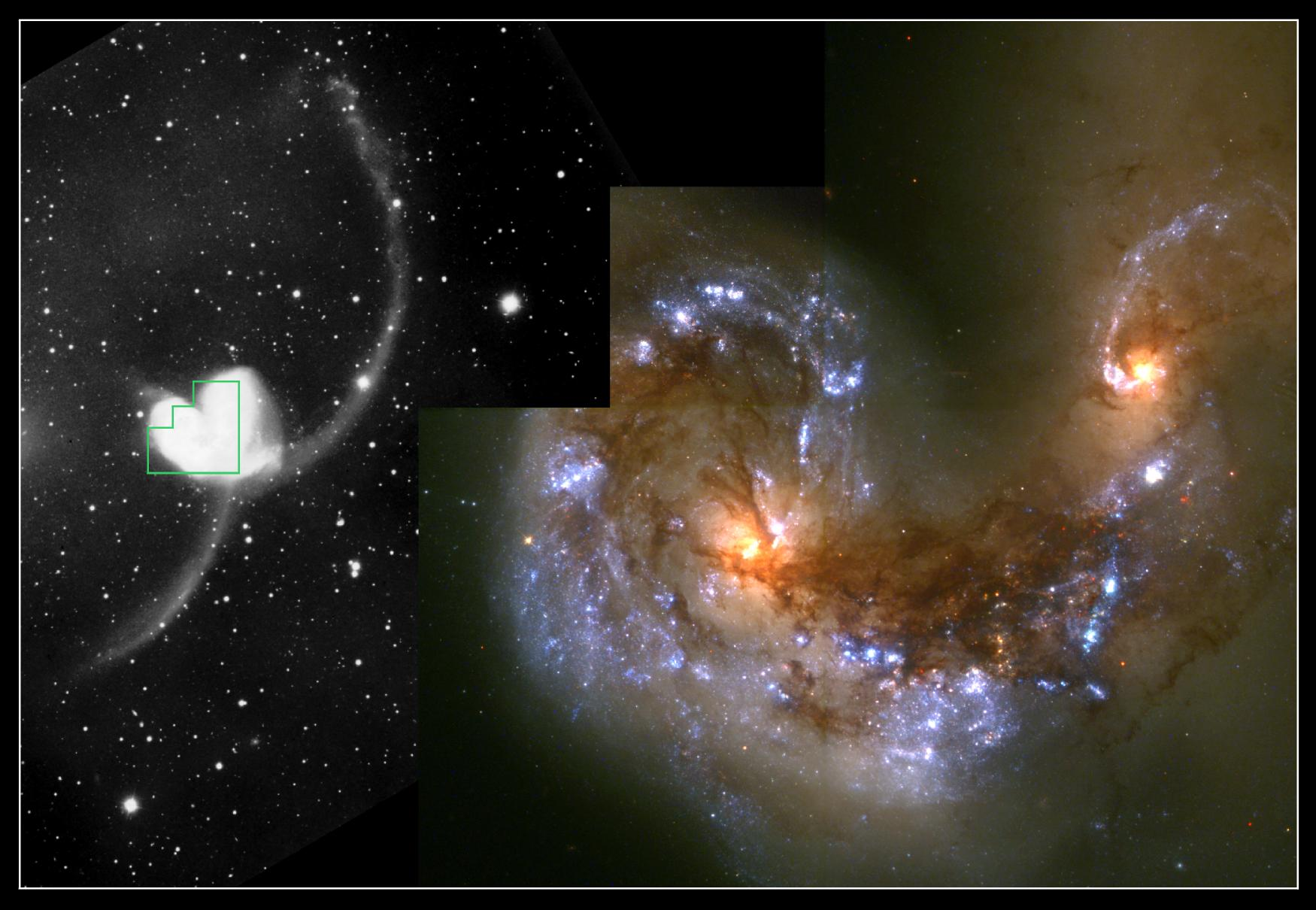
Die Antennen-Galaxie

Die Antennen-Galaxie wurde am 7. Februar 1785 von William Herschel entdeckt. Sie ist 68 Millionen Lichtjahre entfernt und steht im Sternbild Rabe. Nach ihrem englischen Namen „Antennae Galaxies“ sind es noch zwei Galaxien. Nimmt man ihren deutschen Namen „Antennen-Galaxie“ als Maßstab, so handelt es sich nicht mehr um zwei Galaxien, sondern nur noch um eine. Bei ihrem englischen Originalnamen bedeutet das Wort „Antennae“ übersetzt „Fühler“. Den Namen hat sie wegen ihrer dünnen nach oben gebogenen Schweife (siehe Fernansicht im Bild links oben), die an Fühler von Insekten erinnern.
Die Kerne der kollidierenden Galaxien haben sich hier bereits durchdrungen. Durch die Verschmelzung der beiden Galaxien wird insbesondere das interstellare Gas verdichtet und Sternentstehung angeregt. Die dabei gebildeten Sternentstehungsgebiete bzw. die dazugehörenden Emissionsnebel sind als helle Knoten in den Spiralarmen sichtbar.
Die Galaxie NGC 4038 (links) war früher eine Spiralgalaxie und NGC 4039 (rechts) war eine Balkenspirale. Vor ihrem ersten Zusammentreffen, das schon vor etwa 900 Millionen Jahren stattfand, war die Balkenspirale NGC 4039 (rechts) die größere Galaxie. Inzwischen ist sie zum kleineren Teil des Systems geworden. Vor 600 Millionen Jahren befand sich der Prozess im heutigen Stadium von NGC 4676. Die Fühler sind vor etwa 300 Millionen Jahren entstanden. In etwa 400 Millionen Jahren wird sich ein gemeinsamer stabiler Kern gebildet haben, wie er heute bei der Starfish-Galaxie besteht.

### Die Starfish-Galaxie (Beruhigungsphase)

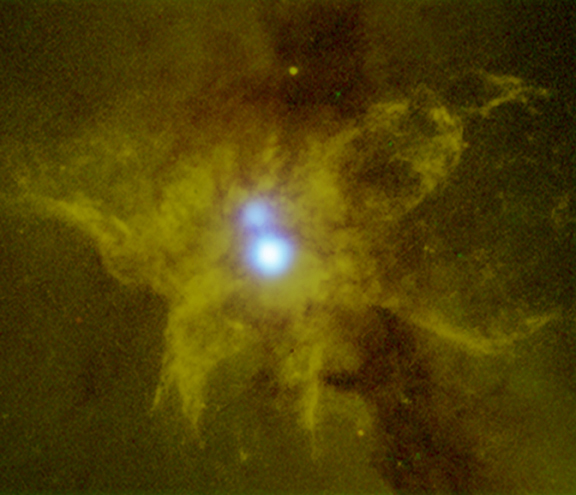
Die Starfish-Galaxie

Die Starfish-Galaxie (NGC 6240, IC 4625, UGC 10592) ist ungefähr 400 Millionen Lichtjahre entfernt und steht im Sternbild Schlangenträger.
Sie ist das Ergebnis von Kollision und Verschmelzung zweier Galaxien. Der Verschmelzungsprozess ist aber noch nicht ganz abgeschlossen und es hat sich auch noch keine regelmäßige Struktur wie Ellipse oder Spirale ausgebildet. In der Mitte der Starfish-Galaxie kreisen zwei aktive supermassive Schwarze Löcher im Abstand von 3.000 Lichtjahren umeinander. Sie waren die Kerne der beiden Ausgangsgalaxien. Die zwei Schwarzen Löcher strahlen eine große Menge an Röntgenstrahlung ab. Sie werden erst in einigen hundert Millionen Jahren verschmelzen.
Die Starfish-Galaxie wurde am 29. Juli 2001 mit dem Chandra-Röntgenteleskop entdeckt. Sie war die erste Galaxie, bei der man zwei supermassive Schwarze Löcher im Kern gefunden hat. Dieses System ist ein Paradebeispiel einer Starburstgalaxie, bei der eine hohe Sternentstehungsrate besteht.

## Ringgalaxien

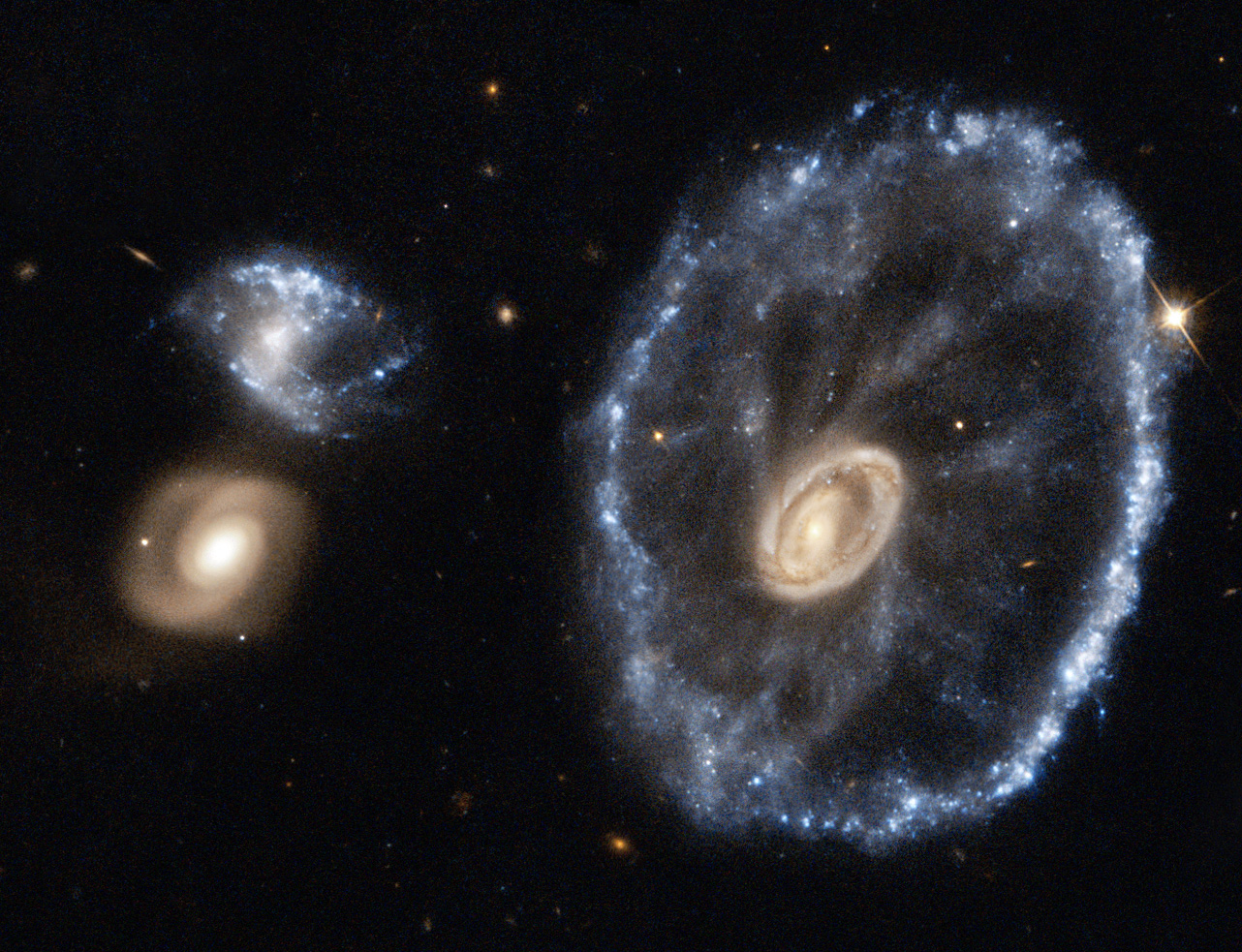
Die Wagenradgalaxie

Gelegentlich kommt es zur Bildung von Galaxien mit Ringstrukturen. In Ringgalaxien wurde eine Galaxie von einer anderen Galaxie durchstoßen. Durch eine Verdichtungswelle entsteht so ein nach außen laufender blauer Ring in der Ebene der Galaxie. Ringgalaxien sind im Gegensatz zu Polarring-Galaxien instabil.
Die wohl bekannteste Ringgalaxie ist die Wagenradgalaxie im Sternbild Bildhauer (Sculptor). Mit 500 Millionen Lichtjahren ist sie relativ weit entfernt und nicht mehr im NGC-Katalog aufgeführt. Der Ring der Wagenradgalaxie hat einen Durchmesser von 150.000 Lichtjahren. Er ist instabil und bewegt sich mit 340.000 km/h (entspricht 94 km/s) vom Zentrum weg.

## Wechselwirkende Satellitengalaxien

Messier 51 mit Begleiter im sichtbaren Licht

Es kommt relativ häufig vor, dass sich eine größere Galaxie eine Zwerggalaxie einverleibt. Die Zeitspanne dafür beträgt vom ersten Berühren von Spiralarmen bis zur völligen Einverleibung ins Zentrum etwa 900 Millionen Jahre. Ein solches erstes Berühren der Spiralarme findet man aktuell bei der bekannten Whirlpool-Galaxie und ihrer Satellitengalaxie.
Die Whirlpool-Galaxie (auch Messier 51 oder NGC 5194/5195) im Sternbild Jagdhunde (Canes Venatici) ist etwa 31 Millionen Lichtjahre entfernt. Sie ist eine bekannte Spiralgalaxie vom Hubble-Typ Sc, das heißt mit deutlich ausgeprägter Spiralstruktur. Der wechselwirkende Begleiter der Whirlpool-Galaxie ist von irregulärem Typ. Im NGC-Katalog trägt er die Nummer NGC 5195 (M51 selbst hat die Nummer NGC 5194).
In M51 findet derzeit eine außergewöhnlich aktive Sternentstehung statt, die vermutlich durch die Gezeitenwechselwirkung mit NGC 5195 verursacht wird. Deswegen hat die gesamte Galaxie einen hohen Anteil junger und massereicher Sterne. Solche massereichen, heißen Sterne haben typischerweise eine sehr kurze Lebenszeit von nur einigen Millionen bis wenigen Dutzend Millionen Jahren.
Das Zentrum der Whirlpool-Galaxie, der aktive galaktische Kern, ist auffallend heiß. Dort finden sich Sternwinde, expandierende Supernovaüberreste und die Akkretion der Materie in das zentrale schwarze Loch. Außerdem finden zahlreiche Kollisionen zwischen Gasen statt.
Auch in den Spiralarmen von M51 liegen aktive Sternentstehungsgebiete und somit viele junge heiße Sterne. Das Sternentstehungsgebiet im Spiralarm zwischen M51 und dem Begleiter ist in dieser Hinsicht besonders deutlich ausgeprägt.

## Untersuchungsmethoden für wechselwirkende Galaxien
Die Untersuchung von wechselwirkenden Galaxien fällt in den Bereich der extragalaktischen Astronomie. Dabei kommt eine breite Palette astronomischer Methoden zum Einsatz.
Der wichtigste Teilbereich heißt Astrospektroskopie. Astrospektroskopie ist die wellenlängenabhängige Analyse der Strahlung astronomischer Objekte, zu denen auch wechselwirkende Galaxien und ihre Bestandteile wie Galaxiekerne, Gasnebel, Sterne und Supernovae gehören. Diese Analysen sind nach Wellenlängen eingeteilt in Infrarotastronomie, Radioastronomie, Ultraviolettastronomie, Röntgenastronomie, Gammaastronomie und den Bereich des sichtbaren Lichtes. Man arbeitet dabei auch mit Multispektralanalysen und Überbelichtungen. Durch Rotverschiebungen in Strahlungsspektren lassen sich Entfernungsunterschiede von Galaxien bestimmen. Dabei orientiert man sich an so genannten astronomischen Standardkerzen.

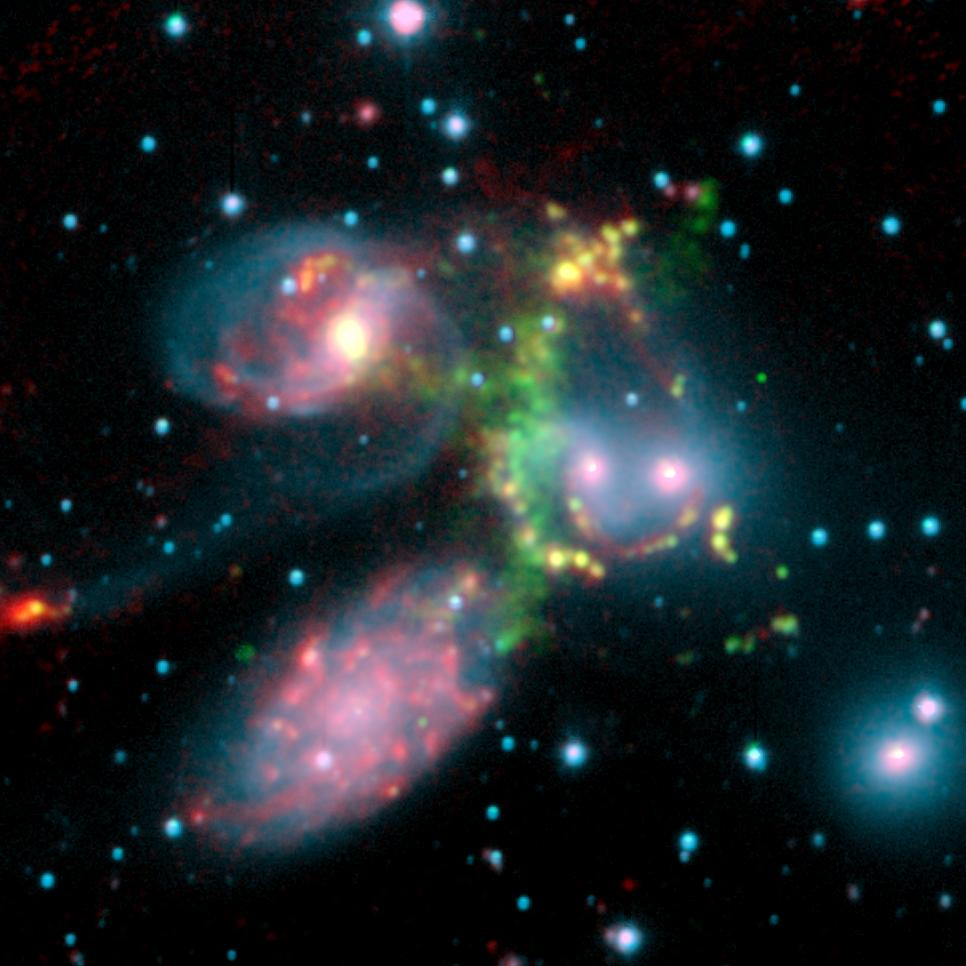
Multispektrale Aufnahme von Stephans Quintett

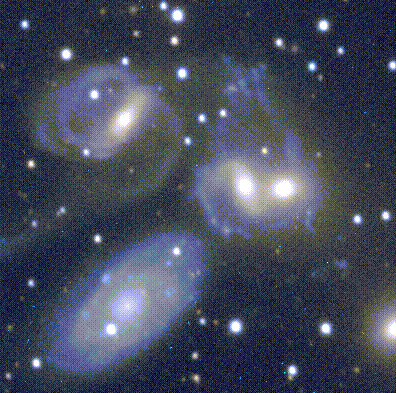
Zum Vergleich eine monospektrale Aufnahme von Stephans Quintett im Spektrum des sichtbaren Lichts

Im Spektrum von ultraviolettem Licht kann man besonders gut hohe Sternentstehungsraten ausmachen. Mit Radioastronomie dagegen kann man aktive galaktische Kerne, die in Radiogalaxien und Seyfertgalaxien sehr ausgeprägt sind, am besten untersuchen. Aktive galaktische Kerne strahlen ungewöhnlich viel Radiostrahlung aus. Durch Galaxienverschmelzungen entstehen oft große elliptische Galaxien mit aktiven galaktischen Kernen (vgl. Starfish Galaxie) und auch der Zusammenhang zwischen sonstigen Wechselwirkungen und den Aktivitäten von Galaxiezentren stellt einen interessanten Untersuchungsgegenstand dar (vgl. Whirlpool-Galaxie). Auf einer Radiokarte einer elliptischen Galaxie kann man beispielsweise Radioblasen erkennen, die um ein Vielfaches größer sind als der optisch sichtbare Teil des Lichtes.
Wenn man allerdings bei elliptischen Galaxien im optischen Bereich eine normal belichtete Aufnahme mit einer stark überbelichteten Aufnahme vergleicht, dann erkennt man ebenfalls ein Gebilde, das um ein Vielfaches größer ist als das Objekt bei normaler Belichtung: Das Gas, das bei einer Galaxienverschmelzung durch den Sternentstehungsausbruch (vgl. Abschnitt Verschmelzungsphase) aus dem System getrieben wird, erstreckt sich in einem großen Bereich um die neu entstandene Galaxie.
Die beiden Bilder rechts sind Aufnahmen des Spitzer-Teleskops. Beide Bilder zeigen die gleiche Ansicht der etwa 300 Millionen Lichtjahre entfernten Galaxiengruppe Stephans Quintett im Sternbild Pegasus. Stephans Quintett ist die am meisten untersuchte aller kompakten Galaxiengruppen. Man hat bisher ausnehmend viele besondere Phänomene in dieser Gruppe entdecken können. Diese außergewöhnliche Konstellation ist sehr turbulent und lässt dadurch Rückschlüsse auf Ereignisse zu, die im noch relativ jungen Universum vor etwa 10 Milliarden Jahren stattfanden.
Zum Beispiel kann man in der oberen Aufnahme die größte Schockwelle erkennen, die jemals beobachtet wurde. Vier der fünf Galaxien sind auf Kollisionskurs. Die schnell einfallende Galaxie NGC 7318B (Mitte rechts im Bild, linkes Doppelauge) verursacht eine 870 km/s schnelle Schockwelle, die als grüner Zug in etwa in der Bildmitte der oberen Aufnahme zu erkennen ist. Die Wellenfront hat eine größere Ausdehnung als unsere Heimatgalaxie.
In der oberen Aufnahme sind mehrere Spektren überlagert: Röntgen, Infrarot und Radiostrahlung, dazu wurde noch sichtbares Licht beigemischt. Die Komponenten dienen jeweils dazu, bestimmte Dinge sichtbar zu machen. Für unser Auge ist die Schockwelle eigentlich unsichtbar (vgl. unteres Bild). Das Spitzer-Teleskop kann Infrarotstrahlung von normalerweise unsichtbaren Objekten wie Staubkörnern oder Wasserstoffmolekülen erkennen. Die Welle regt entlang ihrer Bewegung Wasserstoffmoleküle zum Emittieren von Infrarotstrahlung an, dadurch wird die Gestalt der Welle umrissen.
Durch die Infrarotausstrahlungen (grün dargestellter Bereich) lässt sich berechnen, wie schnell sich die Welle bewegt: In der Spektroskopie kann man die Emissionen eines Gases, in diesem Fall Wasserstoff, in seine spektralen Bestandteile auflösen. Durch Her- oder Fortbewegen, wie das bei der Schockwelle der Fall ist, verschieben sich diese Bestandteile (Spektrallinien) je nach der Relativgeschwindigkeit. Diese Verschiebungen in den Spektrallinien heißen Dopplerverbreiterung. Da sie geschwindigkeitsabhängig sind, zeigen sie die Relativgeschwindigkeit der Welle auf.